# Nickel Hoffmann

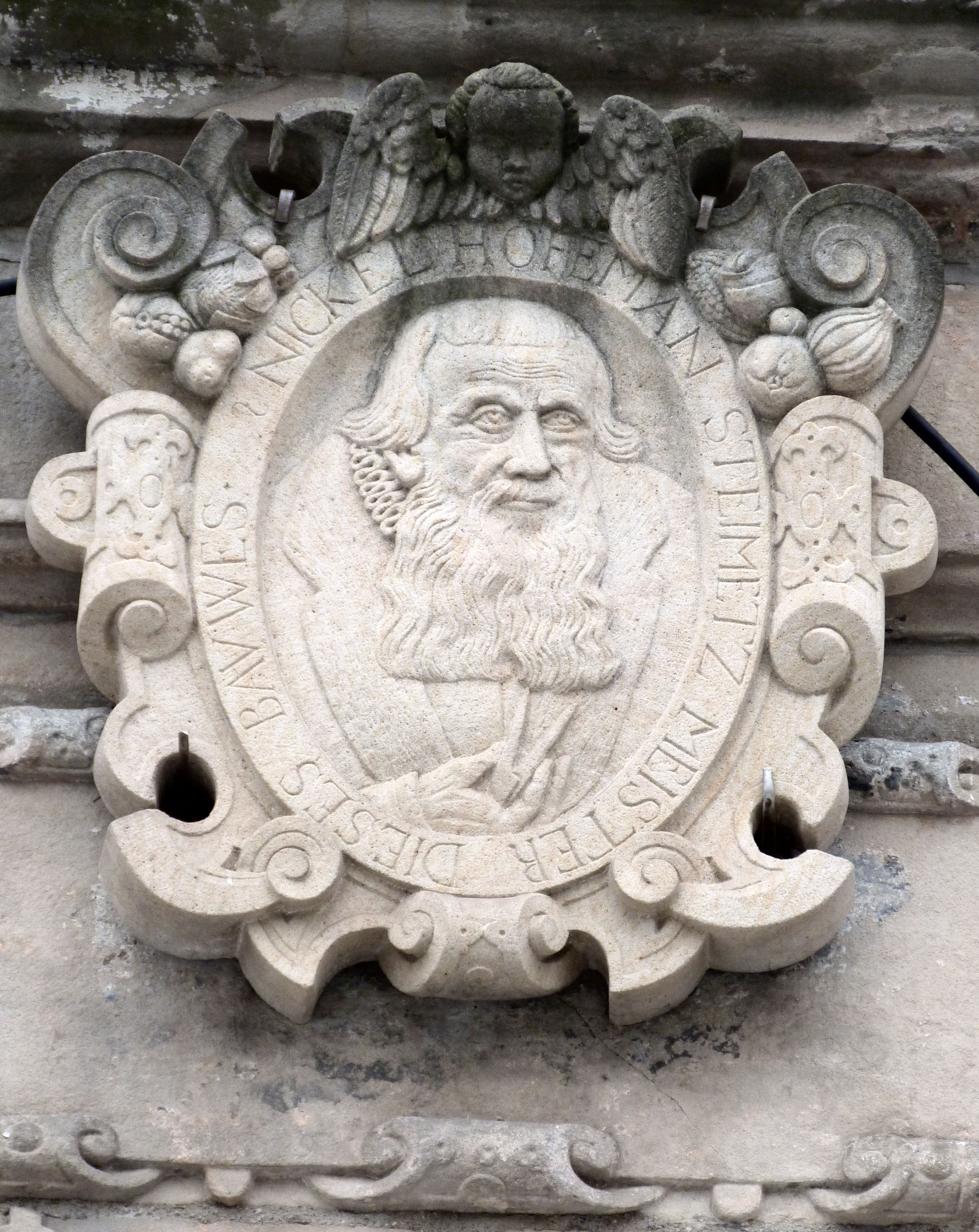
Reliefporträt Nickel Hoffmanns über dem Bogen des inneren Eingangs zum Stadtgottesacker Halle

Nickel Hoffmann (auch Nikolaus Hofmann, * um 1510, nachweisbar ab 1536; † 1592) war als Steinmetz, Bildhauer, Werkmeister und Bauunternehmer einer der bedeutenden Meister zwischen Spätgotik und Renaissance im mitteldeutschen Raum.

## Leben und Werk
Nickel Hoffmann war am Mansfelder Bergbau beteiligt und konnte in jungen Jahren schon relativen Wohlstand erreichen. Die sächsischen Städte Torgau, Pirna und Halle an der Saale waren seine bevorzugten Arbeitsstellen. In Pirna und Halle wurde er zudem als Bürger anerkannt. Bekannt sind vor allem seine Kirch- und Rathausbauten.

### Wirken in Torgau
Um 1536 fertigte er bildhauerisch-ornamentale Arbeiten am Flügel C im Schloss Hartenfels zu Torgau. In den Jahren 1543/44 beteiligte er sich wieder an Arbeiten am Schloss Hartenfels, aber dieses Mal am Flügel B.

### Wirken in Pirna
Nachweislich hat Hoffmann spätestens im Jahre 1539/40 als Meister gearbeitet. 1540 wurde er Bürger in Pirna, wo er auch Aufträge des Rates erhielt. Im Jahre 1555, in der Zeit, in der er vorwiegend in Halle an der Saale arbeitete, war er Mitunterzeichner der Ordnung der Steinmetzen zu Pirna.

### Wirken in Halle an der Saale
Er nahm die 1542/43 unterbrochenen Arbeiten an der Marktkirche zu Halle/Saale wieder auf. Ob Hoffmann bereits von Torgau aus die Planung für die Arbeiten betrieb, ist nicht nachgewiesen. Es wird vermutet, dass er ab 1545 mit Jakob Hans aus Komotau als Polier, der später von Thomas Rinckler abgelöst wurde, die Bauleitung übernahm. Zudem betrieb er wohl in eigener Regie eine Bildhauerwerkstatt auf dem Frauenkirchhof und lieferte in erheblichem Maße Güter für den Bau der Kirche. Die Kirche wurde unter seiner Leitung bis 1554 fertiggestellt. Sie wurde mit einem Gewölbe ausgestattet, eine Empore wurde eingebaut und die Türme konnten erhöht werden. Hoffmann ist vielfach als Werkmeister an diesem Bau nachweisbar.
Während der Bauzeit wurde er 1550 Bürger in Halle an der Saale. Wie schon in Pirna übernahm er auch hier Aufträge des Rates der Stadt. Unter anderem baute er ab 1557 die Anlage des Stadtgottesackers und um 1580 das Wagegebäude am Markt. Zwischen 1554 und 1557 vollendete er die Wölbung der Moritzkirche. Am Rathaus zu Halle errichtete er 1558 einen Laubenzwischenbau und 1568 war er für den Ausbau des Rathausturmes verantwortlich.
Das früher Bogenkrantz zugeschriebene Portal der Ratswaage in Halle wird heute Nickel Hoffmann zugeschrieben.

### Weitere Wirkungsstätten
Hoffmann errichtete 1561 die Südpartie des Rathauses in Merseburg und 1563 bis 1566 das Rathaus in Hof in Oberfranken. 1568 folgte eine kurze Tätigkeit als ältester Obermeister am Schlossbau der Augustusburg unter Hieronymus Lotter. In den Jahren 1563 bis 1569 konnte er sich durch Vermittlung von Paul Widemann den Auftrag für den Chorneubau der St. Marien-Kirche zu Zwickau zusammen mit seinem Bruder Philipp Hoffmann sichern.
Es folgte der Bau des Rathauses in Schweinfurt in den Jahren 1569 bis 1572. Dies war sein Hauptwerk nach Raumgruppierung, Fassadengliederung und Detailbearbeitung und gilt als  Glanzleistung der deutschen Renaissancekunst. 1570 begutachtete er in Rothenburg o./T. den Rathausbau.

## Ehrungen
In Hof und in Schweinfurt ist die Nikolaus-Hofmann-Straße nach ihm benannt, in Halle (Saale) die Nickel-Hoffmann-Straße.